# Le Renard et le Bouc
Le Renard et le Bouc est la cinquième fable du livre III de Jean de La Fontaine situé dans le premier recueil des Fables de La Fontaine, édité pour la première fois en 1668.

## Texte
LE RENARD ET LE BOUC
[Ésope + Phèdre, + Le roman de Renart]

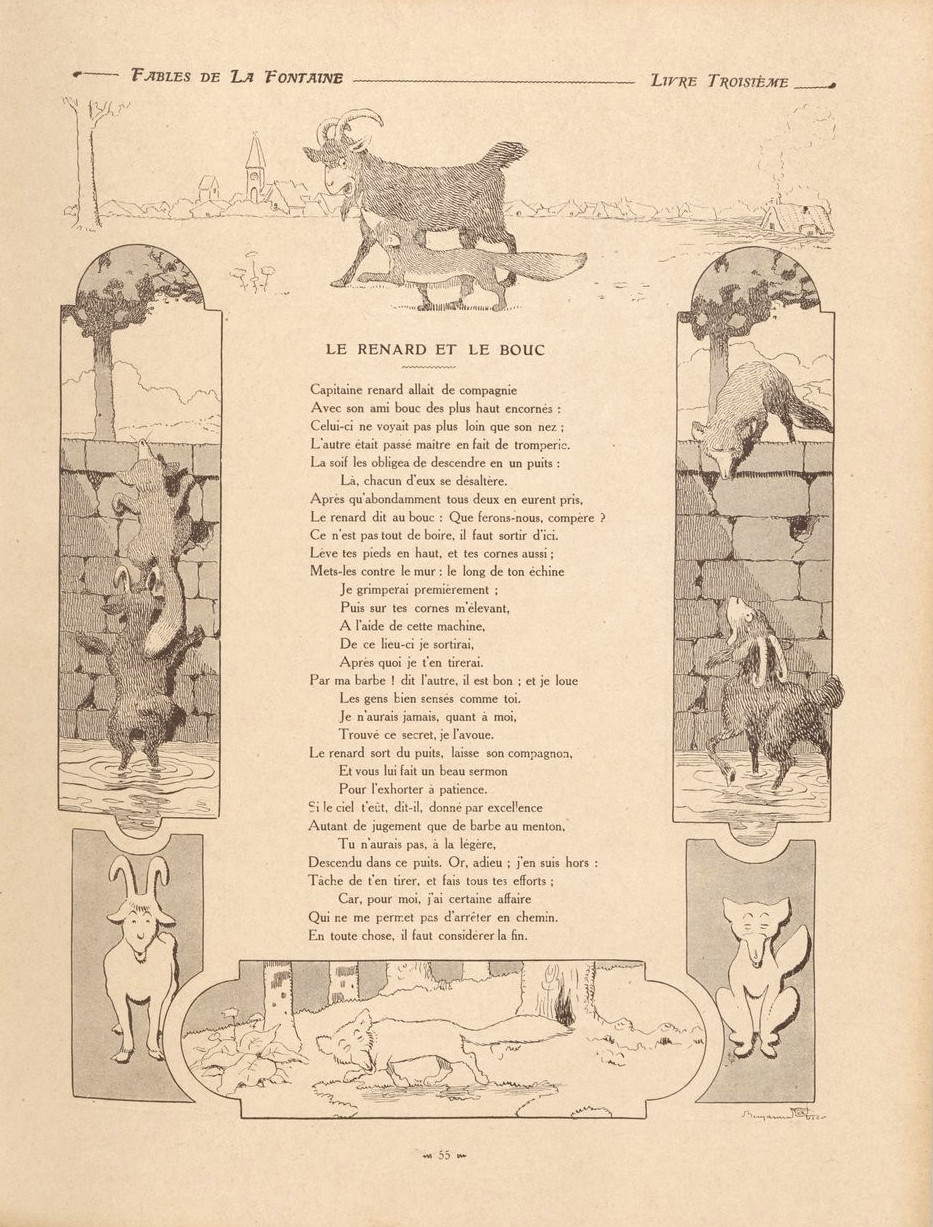
Illustration de Benjamin Rabier (1906)

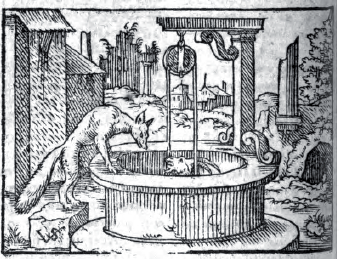
Illustration dans "Mythologia Aesopica" d'Isaac Nicolas Nevelet (1610)

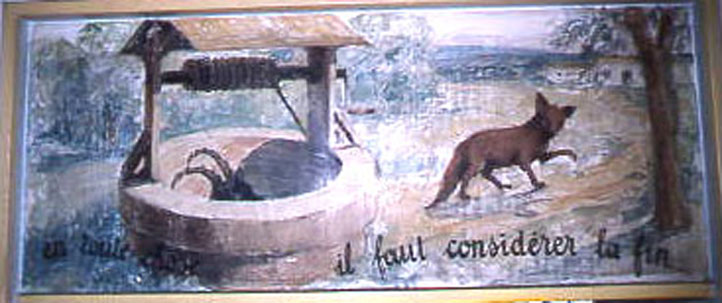
Peinture murale du groupe scolaire Jules Ferry à Conflans-Sainte-Honorine réalisée en 1936 par un peintre inconnu

Capitaine Renard allait de compagnie
Avec son ami Bouc des plus haut encornés (1) .
Celui-ci ne voyait pas plus loin que son nez (2);
L’autre était passé maître en fait de tromperie.
La soif les obligea de descendre en un puits.
                        Là chacun d’eux se désaltère.
Après qu’abondamment tous deux en (3) eurent pris,
Le Renard dit au Bouc : " Que ferons-nous, compère ?
Ce n’est pas tout de boire, il faut sortir d’ici.
Lève tes pieds en haut, et tes cornes aussi :
Mets-les contre le mur. Le long de ton échine
                        Je grimperai premièrement (4) ;
                        Puis sur tes cornes m’élevant,
                        A l’aide de cette machine (5),
                        De ce lieu-ci je sortirai,
                        Après quoi je t’en tirerai.
- Par ma barbe (6), dit l’autre, il (7) est bon ; et je loue
                        Les gens bien sensés comme toi.
                        Je n’aurais jamais, quant à moi,
                        Trouvé ce secret, je l’avoue. "
Le Renard sort du puits, laisse son compagnon,
Et vous lui fait un beau sermon
                        Pour l’exhorter à patience.
" Si le ciel t’eût, dit-il, donné par excellence
Autant de jugement que de barbe au menton,
                        Tu n’aurais pas, à la légère,
Descendu dans ce puits. Or (8) adieu : j’en suis hors. 
Tâche de t’en tirer, et fais tous tes efforts ;
                        Car, pour moi, j’ai certaine affaire
Qui ne me permet pas d’arrêter (9) en chemin. "
En toute chose il faut considérer la fin.
Vocabulaire
(1) muni de cornes
(2) " Ne voir pas plus loin que son nez : c'est au propre, n'avoir aucune vue, et, au figuré, ne prévoir aucune chose " (dictionnaire de Furetière)
(3) de l'eau
(4) d'abord
(5) C'est le bouc ainsi placé qui forme une machine, un appareil à remonter
(6) "Par ma barbe" est une formule de serment des romans de chevalerie. Le Littré cite en particulier La Chanson de Roland
(7) Cela
(8) sens étymologique de "à présent" (hora)
(9) Arrêter pour s'arrêter se rencontre souvent au XVIIe siècle. Par exemple dans Le Misanthrope, acte 3 scène 5 de Molière : "Autant qu'il vous plaira, vous pourrez arrêter"